# Merab Ninidze
Merab Ninidze (grúzul: მერაბ ნინიძე; Tbiliszi, 1965. november 3. –) grúz színész. 

## Fiatalkora
1965. november 3-án született Tbilisziben, a Grúz Szovjet Szocialista Köztársaságban. Művész családban nőtt fel. Nagyanyja, Zeinab Gogoberidze zenetanár volt, aki megismertette a zenével. Hét évig komolyzenét tanult. Nagyapja, Sergo Akhaladze színházi rendező volt, Ninidze fiatal kora óta a színházzal foglalkozott. 1972 és 1982 között a Tbiliszi Klasszikus Gimnáziumba járt.
Tizenhárom évesen Ninidze  jelentkezett Edward herceg szerepére, Shakespeare III. Richárd című drámájának előadásába, amelyet a tbiliszi Sota Rusztaveli Állami Akadémiai Színházban, Robert Sturua rendezett 1979-ben. A produkció nagy sikert aratott, háromszor turnézott az Egyesült Királyságban, részt vett az Edinburgh-i Fesztiválon, a Glasgow Mayfesten és a londoni The Roundhouse-on. 1982 és 1985 között Tbilisziben a Színház- és Filmművészeti Főiskolán tanulta a színészetet, mestere Gajoz Zsordania felügyelete alatt, aminek eredményeként a Sota Rusztaveli Színház főállású tagja lett. Gajoz Zsordania számos későbbi rendezésében is sikeresen működött közre, mint például az Anna Frank naplója 1989-ben, vagy David Kldiashvili Mostohaanya című darabja ugyancsak 1989-ben (Ez az előadás 1989–1990 között turnézott az Egyesült Királyságban) 1991-ben játszott Georg Büchner Leonce és Lena című művében is, amelyet Nana Kvaskhvadze rendezett. 1992-ben a  Hamlet  bemutatója után Grúziában kitört a polgárháború, ezért 25 éves korában emigrált, és csak 2003-ban tért vissza a színpadra A velencei kalmár Shylockját alakítva (rendezte Levan Csuladze). 

## Pályafutása
Ninidze első filmszerepe Tengiz Abuladze 1984-es, Vezeklés című filmjében volt, ahol Tornikét alakította, A filmalkotás három díjat is nyert a 40. Cannes-i Filmfesztiválon, köztük a zsűri nagydíját. Azóta számos grúz rendező filmjében szerepelt. Ahogy Grúziában kitört a polgárháború, felajánlották neki, hogy Goran Rebić osztrák rendezővel dolgozzon együtt. Több hónapot töltött Bécsben. Goran Rebić Jugofilm című filmjében szerepe szerint egy a háborút túlélő szerb férfit alakított.
Az elmúlt 20 évben Ninidze aktívan játszott karaktereket angol, orosz és német nyelvű filmekben és tévésorozatokban. Számos német filmben szerepelt különböző rendezőktől. A Hontalanul Afrikában (rendező Caroline Link ) Ninidze főszereplésével 2002-ben a legjobb idegen nyelvű filmnek járó Oscar-díjat kapott. Ninidze számos európai és orosz filmdíjat kapott, és a filmeket, amelyekben részt vett, rendszeresen vetítik a nagy filmfesztiválokon. Pályafutása során az orosz moziban és tévében is tevékenykedett, főszerepeket kapott Alekszej German Papírkatona és Under Electric Clouds című filmjében, Bahtyar Khudojnazarov Luna Papa című filmjében és másokban. Legutóbbi tévésorozatai közé tartozik a Berlini pályaudvar 2015-ben, a BBC McMafia 2018-ban (rendező: James Watkins) és a Homeland (2018). 2017-ben részt vett a Berlinale Filmfesztiválon két legutóbbi grúz filmjével – a Túszok (rend. Rezo Gigineishvili) és az  Én boldog családom (rendező: Nana Ekvtimishvili és Simon Gross) című filmekkel, amelyek a világ különböző filmfesztiváljain is díjakat nyertek. 2017 májusában Kornel Mundruczo színház- és filmrendező Jupiter holdja című filmjét mutatták be a Cannes-i Filmfesztivál fő versenyében. 2017 szeptemberében elnyerte a legjobb színész díját a Batumi Nemzetközi Filmfesztiválon a Jupiter holdjában nyújtott alakításáért.

## Válogatott filmográfia

### Film
| Év   | Magyar cím           | Eredeti cím                                 | Szerep                 | Magyar hang          |
| ---- | -------------------- | ------------------------------------------- | ---------------------- | -------------------- |
| 1984 | Vezeklés             | Monanieba                                   | Tornike                | Rátóti Zoltán        |
| 1994 | Nyúlvadászat         | Hasenjagd                                   | Nikolai                | Lux Ádám             |
| 1995 |                      | Halbe Welt                                  | Schwätzer              |                      |
| 1997 |                      | Jugofilm                                    | Sasha                  |                      |
| 1997 | A szeretet adóssága  | Die Schuld der Liebe                        | ismeretlen férfi       |                      |
| 1999 | Luna Papa            | Luna Papa                                   | Alik                   | Széles Tamás         |
| 2000 |                      | England!                                    | Pavel                  |                      |
| 2001 | A szél menyasszonya  | Bride of the Wind                           | orosz katona           |                      |
| 2001 | Hontalanul Afrikában | Nirgendwo in Afrika                         | Walter Redlich         | Selmeczi Roland      |
| 2008 | A szivárványvarázsló | The Rainbowmaker                            | Datho                  | Hujber Ferenc        |
| 2008 | Papírkatonák         | Bumazhnyy soldat                            | Dr. Daniil Pokrovsky   |                      |
| 2010 | Látogatás            | Der Kameramörder                            | Thomas                 | Szabó Sipos Barnabás |
| 2011 | Legjobb ellenségem   | Mein bester Feind                           | Moritz Haiden          |                      |
| 2015 | Kémek hídja          | Bridge of Spies                             | szovjet vallató        |                      |
| 2016 |                      | Lou Andreas-Salomé, The Audacity to be Free | Friedrich Carl Andreas |                      |
| 2017 | Túszok               | Hostages                                    | Levan                  |                      |
| 2017 | Jupiter holdja       | Jupiter holdja                              | Dr. Stern Gábor        | Bálint András        |
| 2020 | A küldönc            | The Courier                                 | Oleg Penkovsky         |                      |
| 2021 | Bűntudat nélkül      | Without Remorse                             | Andre Vaseliev         |                      |
| 2024 | Konklávé             | Conclave                                    | Sabbadin bíboros       |                      |
| 2025 | A melós              | A Working Man                               | Yuri                   |                      |

### Televízió
| Év        | Magyar cím                  | Eredeti cím    | Szerep            | Megjegyzések |
| --------- | --------------------------- | -------------- | ----------------- | ------------ |
| 2015      |                             | Deutschland 83 | Alexei Stepanov   | 4 epizód     |
| 2016      | Berlini küldetés            | Berlin Station | Aleksandre Iosava | 5 epizód     |
| 2018      |                             | McMafia        | Vadim Kalyagin    | 8 epizód     |
| 2018–2020 | Homeland – A belső ellenség | Homeland       | Sergei Mirov      | 8 epizód     |
| 2019      |                             | Treadstone     | Yuri Leniov       | 3 epizód     |
| 2020      |                             | Freud          | Josef Breuer      | 2 epizód     |
| 2021–2024 |                             | Dr. Ballouz    | Dr. Amin Ballouz  | 21 epizód    |

## Díjak és jelölések
Papírkatonák (2008)
- Jelölt – Nika-díj a legjobb színésznek
- Jelölt – Fehér Elefánt-díj a legjobb színésznek

A küldönc (2020)
- Jelölt – BIFA-díj a legjobb férfi mellékszereplőnek

## Bibliográfia
Merab Ninidze önéletrajzi könyve 2015-ben jelent meg, angolul. Címe: Everywhere, even in Africa.

## Fordítás
Ez a szócikk részben vagy egészben  a   Merab Ninidze című angol Wikipédia-szócikk fordításán alapul.  Az eredeti cikk szerkesztőit annak laptörténete sorolja fel. Ez a jelzés csupán a megfogalmazás eredetét és a szerzői jogokat jelzi, nem szolgál a cikkben szereplő információk forrásmegjelöléseként.